# Rescindement

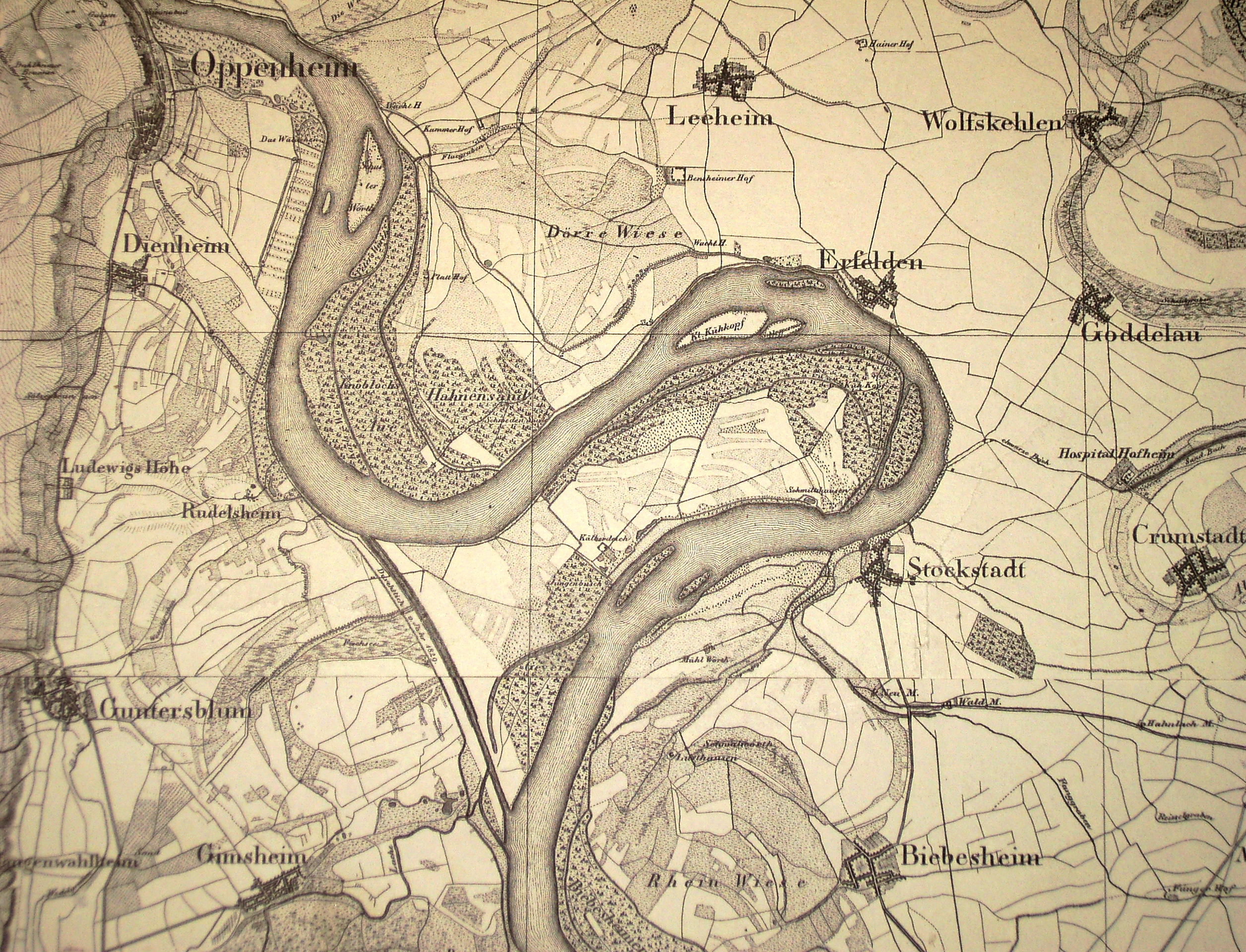
Extrait d'une ancienne carte d'état-major montrant le rescindement du méandre du Rhin à Kühkopf, dans le cadre de la correction du Rhin.

Un rescindement est une technique employée en génie fluvial pour rectifier en plan le lit trop sinueux d'une rivière naturelle, par passage direct. 

## Procédés
Selon que la dérivation court-circuite un, deux ou davantage de méandres, on parle de rescindement simple, double etc. La dérivation peut être soit réalisée par terrassement hors-eau, à l'écart du lit naturel, en conservant jusqu'à la mise en eau un remblai faisant digue ;
Une variante consiste à creuser depuis la rivière une petite largeur (une « cunette ») seulement du nouveau chenal, et à draguer le canal de dérivation ensuite pour lui donner le gabarit souhaité ; on peut, à l'aide d'une porte de garde, dériver une partie ou la totalité du bras naturel.
Le rescindement d'un méandre peut résulter de la dynamique fluviale propre, lorsque deux méandres s'interceptent autour d'un point dur du relief. Là encore, le bras-mort finit par s’assécher et se combler. Le raccourcissement du lit s'accompagne d'une augmentation de la pente du fond, d'une augmentation du débit, d'un approfondissement du chenal et de l'abaissement de la surface du cours d'eau.
Les rescindements les plus importants en Allemagne sont celui de l'Oder, réalisé sous le règne de Frédéric II, entre 1736 et 1788 (avec 21 km de longueur, ce fut jusqu'aux travaux de Grand Junction le plus long du monde) et la correction du Rhin Supérieur, entreprise entre 1817 et 1876 par l’ingénieur badois Johann Gottfried Tulla et ses successeurs. Pour le monde germanique, citons encore la rectification du Danube à Vienne (achevée en 1875), la rectification de l'Elbe à Hambourg, qui s'accompagna de la création en 1879 l'île artificielle de Kaltehofe, et enfin le rescindement du Rhin à Kühkopf en Hesse méridionale .

## Voir également
- recalibrage
- Canal (voie d'eau)
- canalisation